# Liste der Biografien/Maco
Liste der Biografien |
Portal Biografien |
Personensuche
# |
A |
B |
C |
D |
E |
F |
G |
H |
I |
J |
K |
L |
M |
N |
O |
P |
Q |
R |
S |
T |
U |
V |
W |
X |
Y |
Z |
?
 
Ma |
Mb |
Mc |
Md |
Me |
Mf |
Mg |
Mh |
Mi |
Mj |
Mk |
Ml |
Mm |
Mn |
Mo |
Mp |
Mq |
Mr |
Ms |
Mt |
Mu |
Mv |
Mw |
Mx |
My |
Mz
 
Maa |
Mab |
Mac |
Mad |
Mae |
Maf |
Mag |
Mah |
Mai |
Maj |
Mak |
Mal |
Mam |
Man |
Mao |
Map |
Maq |
Mar |
Mas |
Mat |
Mau |
Mav |
Maw |
Max |
May |
Maz
 
Maca |
Macb |
Macc |
Macd |
Mace |
Macf |
Macg |
Mach |
Maci |
Mack |
Macl |
Macm |
Macn |
Maco |
Macp |
Macq |
Macr |
Macs |
Mact |
Macu |
Macv |
Macw |
Macy |
Macz
Die Liste der Biografien führt alle Personen auf, die in der deutschsprachigen Wikipedia einen Artikel haben. Dieses ist eine Teilliste mit 27 Einträgen von Personen, deren Namen mit den Buchstaben „Maco“ beginnt.

## Maco

### Macog
- Maçoğlu, Fatih Mehmet (* 1968), türkischer Kommunalpolitiker

### Macol
- Macola, Beatrice (1965–2001), italienische Schauspielerin
- Macola, Ferruccio (1861–1910), italienischer Politiker, Journalist und Schriftsteller

### Macom
- Macomb, Alexander (1782–1841), US-amerikanischer Generalmajor
- Macomb, Montgomery M. (1852–1924), US-amerikanischer Offizier, Brigadegeneral der US Army
- Macomber, William B. (1921–2003), US-amerikanischer Diplomat
- Macomish, Duncan, schottischer Fußballspieler

### Macon
- Macon (* 1998), deutscher Musikproduzent und DJ
- Maçon, Jeremy (* 1987), britischer Politiker (Jersey)
- Macon, Nathaniel (1757–1837), US-amerikanischer Politiker
- Macon, Peter, US-amerikanischer SchauspielerPeter Macon

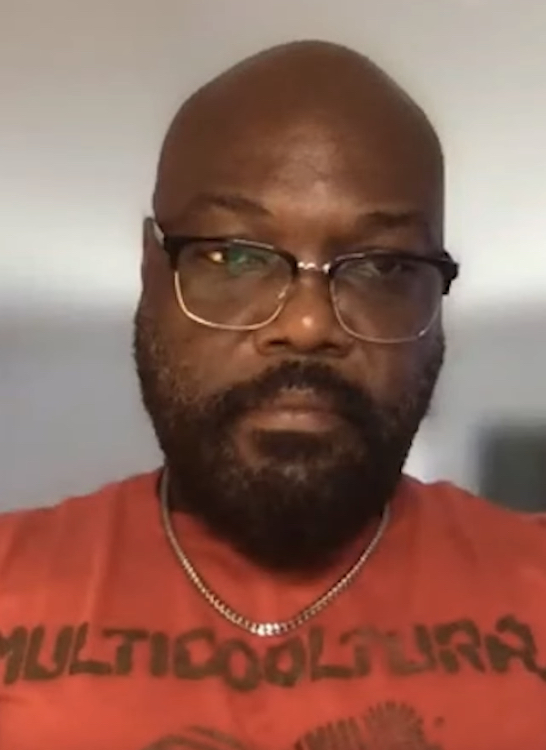
Peter Macon

- Macon, Robert B. (1859–1925), US-amerikanischer Politiker
- Macon, Robert C. (1890–1980), US-amerikanischer Offizier, Generalmajor der US-Army
- Macon, Uncle Dave (1870–1952), US-amerikanischer Old-Time-Musiker
- Maçon, Yvann (* 1998), französischer Fußballspieler
- Maconachie, Ian, irischer Badmintonspieler
- Maconachie, Richard Roy (1885–1962), britischer Kolonialbeamter, Diplomat und BBC-Funktionär
- Maconchy, Elizabeth (1907–1994), englische Komponistin
- Maconi, Stephan von (1347–1424), Kartäusermönch, Generalprior der römischen Observanz während des abendländischen Schismas, Prior der Kartause Seiz

### Macou
- Macoulis, Niko (* 1960), deutscher Schauspieler und Synchronsprecher
- Macoun, Franz (1881–1951), tschechoslowakischer Politiker der deutschen Minderheit
- Macoun, Jamie (* 1961), kanadischer Eishockeyspieler
- Macourek, Miloš (1926–2002), tschechischer Autor und Filmschaffender

### Macov
- Macovei, Monica (* 1959), rumänische Politikerin, MdEP
- Macovei, Pompiliu (1911–2008), rumänischer Politiker (PCR), Minister und Botschafter
- Macovescu, George (1913–2002), rumänischer Politiker (PCR), Diplomat und Schriftsteller
- Macoviciuc, Camelia (* 1968), rumänische Ruderin